# Lidia Guinart
Lidia Guinart Moreno (Santa Coloma de Gramanet, 30 de diciembre de 1966) es una periodista, escritora y política feminista española del Partido de los Socialistas de Cataluña. Desde enero de 2016 es diputada en el Congreso en la XI, XII, XIII, XIV y XV legislaturas. Es Vocal de la Comisión de Igualdad del Congreso y portavoz del Grupo Socialista de la comisión de la Comisión de seguimiento y evaluación de los Acuerdos del Pacto de Estado en materia de Violencia de Género. En 2020 asumió la Secretaría de Políticas Feministas de la Federación del Barcelonés Norte del PSC.

## Biografía
Guinart se licenció primero en Ciencias de la Información por la Universidad Autónoma de Barcelona (UAB), realizando un posgrado en periodismo digital en la Universidad Abierta de Cataluña y más tarde estudió de ciencias políticas en la UNED.
Ha trabajado como periodista y escritora. En 2003 publicó su primer libro «Soy mujer y pretendo trabajar» sobre las dificulatades de las mujeres en el mundo laboral, la discriminación salarial, el acoso sexual y moral, etc. al que le siguió «Tú y yo y nuestro hijo. Cómo ser padres sin dejar de ser pareja» en 2005 y «De madres a hijas» en 2007.

### Trayectoria política
En las elecciones municipales españolas de 2011 fue elegida concejala en el ayuntamiento de Santa Coloma de Gramanet. De 2011 a 2015 fue segunda teniente de alcalde de Economía, Hacienda, Planificación y Servicios Internos y concejala delegada de Políticas de Igualdad de Género, Innovación y Universidad. Desde 2020 es Secretaria de Políticas Feministas de la Federación del Barcelonés Norte del Partido de los Socialistas de Cataluña.
Llegó al Congreso en las elecciones generales españolas de 2015 siendo elegida diputada por el PSC por la provincia de Barcelona y ha revalidado su escaño en las posteriores convocatorias electorales. El 29 de octubre de 2016 en la segunda sesión de investidura de Mariano Rajoy para la decimocuarta legislatura del gobierno de España en la que el PSOE se abstuvo permitiendo su elección, Guinart formó parte del grupo de quince diputados socialistas que votaron 'no' .
En su actividad como diputada destacan las iniciativas en torno a políticas de igualdad y a la lucha contra la violencia sexista formando parte de la comisión que elaboró el Pacto de Estado en materia de Violencia de Género aprobado el 28 de septiembre de 2017 siendo portavoz socialista de la misma. y en diciembre de 2022 fue nombrada vocal de la Subcomisión para la renovación y actualización del Pacto de Estado en materia de violencia de género.
En la XIV legislatura es vocal de la Comisión Mixta de Control Parlamentario de la Corporación RTVE y sus Sociedades en cuyas intervenciones realiza el seguimiento de las políticas de igualdad del Corporación RTVE y el trabajo del Observatorio de Igualdad de RTVE..
También forma parte de la Ponencia de la Proposición de Ley Orgánica por la que se modifica la Ley Orgánica 10/1995, de 23 de noviembre, del Código Penal, para agravar las penas previstas para los delitos de trata de seres humanos desplazados por conflicto bélico motivado por la invasión del territorio ucraniano por tropas de la Federación Rusa (122/214) de la Comisión de Justicia constituida en septiembre de 2022.
En medios de comunicación ha colaborado en La Hora Digital, El obrero y Tribuna Feminista. Desde 2021 escribe una columna quincenal en la sección Plaza Pública del periódico digital Infolibre.

## Políticas de igualdad y violencia machista
Guinart defiende que el compromiso de la lucha contra la violencia de género sea una cuestión de Estado y reclama la implicación de los distintos actores sociales, institucionales y políticos para lograr el consenso que permita la renovación y actualización del Pacto de Estado en materia de Violencia de Género.
Ha participado en el impulso de diversas iniciativas en torno a la defensa de los derechos de las mujeres y la lucha para la erradicación de la violencia machista: para proteger a niñas y mujeres de la mutilación genital femenina y la actualización del protocolo para la actuación sanitaria o para impulsar la memoria histórica del feminismo en España y elaborar estudios específicos sobre el tema.
En febrero de 2022 Guinart en la Comisión de Control Parlamentario de la Corporación RTVE cuestionó la letra de la canción SloMo. señalando que se trataba de una canción que «una apología del sugardady, la prostitución y la normalización del mercadeo del cuerpo de las mujeres»
Tanto en sus intervenciones parlamentarias como en sus artículos de opinión, Guinart denuncia que los vientres de alquiler y la prostitución son dos exponentes de la misma cuestión: la explotación y mercantilización del cuerpo de las mujeres y reclama en torno a la prostitución una legislación que «ponga negro sobre blanco, que el lucro obtenido por un tercero con esta práctica sea perseguido en cualquier circunstancia y que la sociedad deje de normalizar algo que es, a todas luces, tan anacrónico como indigno». Denuncia la visión edulcorada que ofrecen historias en películas como Pretty Woman «la verdad de las mujeres prostituidas se parece mucho más a una película de terror» señalando que las defensoras y defensores de la esclavitud de la prostitución, a la que llaman trabajo, niegan la propia existencia de víctimas de trata en los prostíbulos y las evidencias que sustentan esta triste realidad».
En mayo de 2022 reclamó el consenso para defender el derecho al aborto: «Estamos ante una cuestión trascendental que las mujeres, feministas o no, de derechas o de izquierdas, deberíamos defender sin dudarlo ni un segundo. No se trata de que nosotras, individualmente, hayamos o no abortado. No se trata de si lo haríamos o no si nos encontráramos en la tesitura, sino de que tengamos toda la libertad para decidir. Se trata de defender un derecho específico que puede ser ejercido libremente, de acuerdo a la ley vigente, un derecho humano y de salud pública que, además, es fundamental para alcanzar la igualdad plena y real entre mujeres y hombres.»
En febrero de 2025, como presidenta de la Comisión del Pacto de Estado contra la Violencia de Género, presentó en el Pleno del Congreso el informe de la Subcomisión para la Actualización y Renovación de dicho pacto, que incluye 461 medidas dirigidas a mejorar la protección de las mujeres y menores víctimas; añade la violencia vicaria, la violencia económica y la violencia digital como formas de violencia de género; y persigue terminar con la violencia estructural que merma los derechos de las mujeres y la igualdad de oportunidades.

## Publicaciones

### Libros
- Soy mujer y pretendo trabajar (2003) Editorial Debolsillo. Colección Autoayuda ISBN: 978-84-9759-132-4[4]
- Tú y yo...y nuestro hijo (2005) Editorial Debolsillo. Colección Autoayuda ISBN: 978-84-9793-554-8
- De madres a hijas (2007) Editoral Debolsillo Colección Autoayuda ISBN: 9788483463239

### Artículos
- Violencia de género, cuestión de Estado
- El cuerpo de las mujeres no está en venta
- Un nuevo año de retos para el feminismo
- Ni es "Pretty Woman" ni son trabajadoras sexuales